# Belle Cole
Belle Cole (New York, 1845 o 1853 – Londra, 6 gennaio 1905) è stata un contralto statunitense molto noto.

## Biografia
Belle Cole nacque Lucetta Belle Weaver da Philander Weaver e Mary Ruth Ann Harford, la nona di undici figli. Era sposata con J. Calvin Cole.
Ottenne il successo per la prima volta durante una tournée transcontinentale degli Stati Uniti con Theodore Thomas nel 1883. In seguito cantò in Inghilterra, esibendosi al Crystal Palace e in molti altri luoghi. Nel 1901 fece un tour in Australia. Si dice che l'abilità musicale fosse presente nella sua famiglia.